# 碁点橋
碁点橋（ごてんばし）は、山形県村山市に架かる橋。

## 概要
最上川に架かる橋で、山形県道294号大久保村山停車場線が通る。村山市の河島地区と稲下地区を結び、最上川に架かる橋としては以前存在した田井橋に続き2番目に古い橋であり、現在架かっている橋としては1番古い橋とされる。
橋名の由来にもなっている最上川三難所の一つ、碁点が近くに存在する。また、橋のすぐ下には最上川右岸グラウンドゴルフ場が整備されている。

## 歴史
- 1891年12月 - 初代の橋が架設される。木造であった[3]。
- 1903年12月 - 2代目の橋が架けられる[4]。
- 1945年8月 - 建設に5年かけ、鉄筋コンクリートの3代目の橋が架けられる[1]。
- 1988年12月 - 現在の4代目の橋が完成。たびたび悩まされていた周辺の田んぼへの水害をなくすために川幅が広げられ、それに伴い3代目より橋の長さが150m延びた。また、歩道も新しく設けられた。

## 周辺
- 河島山
- 最上川三難所舟下り
- 村山市民体育館
- 碁点温泉